# يان مونرو (فنان)
يان مونرو (بالإنجليزية: Ian Monroe)‏ هو فنان أمريكي، ولد في 1972 في نيويورك في الولايات المتحدة.